# Imád Mugníja
Imád Fájiz Mughníja (arabsky عماد فايز مغنية‎, ‎7. prosince 1962, Tír Dibbá – 12. února 2008, Damašek), též známý jako al-Hádž Radwán (الحاج رضوان‎), byl vojenský šéf a bezpečnostní expert libanonské ší'itské militantní organizace Hizballáh. Je mu připisována řada bombových útoků na americké a izraelské vojenské i civilní cíle, únosy a vraždy, při nichž souhrnně zemřelo několik set lidí. Mimo jiné šlo o bombové útoky na americkou ambasádu a základnu americké námořní pěchoty v libanonském Bejrútu či útok na židovské komunitní centrum v argentinském Buenos Aires v roce 1994.
Americká FBI vypsala za jeho dopadení odměnu 5 milionů dolarů a figuroval rovněž na seznamu hledaných teroristů sestaveném Evropskou unií a Interpolem. Před teroristickými útoky z 11. září 2001 mělo jít o člověka, který měl na svědomí největší počet amerických životů.
Zemřel v roce 2008 v Damašku, když v automobilu, kolem něhož procházel, vybuchla nastražená bomba. Bývalý izraelský velvyslanec v Argentině, Jicchak Aviran, počátkem roku 2014 naznačil, že za Mughníjovou smrtí stál Izrael. Z atentátu byla již dříve podezírána zpravodajská služba Mosad, avšak Izrael svůj podíl na něm odmítl. Podle článku deníku The Washington Post z ledna 2015, odvolávajícího se na někdejší představitele zpravodajských služeb, byl atentát na Mughníju společnou operací Mosadu a CIA.